# Peter Lindmark (regissör)
Peter Wilhelm Lindmark, född 28 januari 1967 i Matteus församling i Stockholm, är en svensk regissör, manusförfattare och producent. Han är mest känd för att ha skapat filmen Rånarna.

## Filmografi

### Regi
- 2020 – Lyckoviken (TV-serie)
- 2015 – Johan Falk: Blodsdiamanter
- 2015 – Johan Falk: Tyst diplomati
- 2009 – Johan Falk: Vapenbröder (Andrateam)
- 2006 – Exit
- 2003 – Rånarna
- 2001 – Livvakterna (Andrateam)
- 1999–2001 – Nya tider (TV-serie)
- 1997 – 9 millimeter
- 1997 – Lilla Jönssonligan på styva linan (Andrateam)
- 1995 – 30:e november (Assisterande)

### Manus
- 2019 – Gåsmamman (TV-serie)
- 2018 – Advokaten (TV-serie)
- 2017 – Black widows (TV-serie)
- 2015 – Johan Falk: Blodsdiamanter
- 2006 – Exit
- 2003 – Rånarna
- 1997 – 9 millimeter

### Producent
- 2006 – Exit
- 2003 – Rånarna